# سباستین لتو
سباستین لتو (انگلیسی: Sebastián Leto؛ (زادهٔ ۱ اکتبر ۱۹۵۸) بازیکن پیشین و سرمربی کنونی فوتبال اهل آرژانتین است. وی هدایت باشگاه فوتبال آ. ئی کیفیسیا را برعهده دارد.
از باشگاه‌هایی که در آن بازی کرده‌است می‌توان به المپیاکوس، لانوس، پاناتینایکوس و لیورپول اشاره کرد.

## آمار مربیگری
تا تاریخ ۱۴ فوریه ۲۰۲۵
| تیم     | کشور  | از           | تا      | رکورد | رکورد | رکورد | رکورد | رکورد   |
| تیم     | کشور  | از           | تا      | G     | W     | D     | L     | پیروز % |
| ------- | ----- | ------------ | ------- | ----- | ----- | ----- | ----- | ------- |
| کیفیسیا | یونان | ۱ ژوئیه ۲۰۲۴ | تا کنون | ۲۳    | ۱۷    | ۴     | ۲     | ۰۷۴     |
| مجموع   | مجموع | مجموع        | مجموع   | ۲۳    | ۱۷    | ۴     | ۲     | ۰۷۴     |

## افتخارات

### به عنوان بازیکن
المپیاکوس
- سوپر لیگ فوتبال یونان (۱): ۰۹–۲۰۰۸
- جام حذفی فوتبال یونان (۱): ۰۹–۲۰۰۸

پاناتینایکوس
- سوپر لیگ فوتبال یونان (۱): ۱۰–۲۰۰۹
- جام حذفی فوتبال یونان (۱): ۱۰–۲۰۰۹

### به عنوان مربی
کیفیسیا
- سوپر لیگ ۲ فوتبال یونان(۱): ۲۵–۲۰۲۴